# Archivo Municipal de Sardañola del Vallés
El Archivo Municipal de Sardañola del Vallés  (Barcelona) (AMCEV), en catalán Arxiu Municipal de Cerdanyola del Vallès, es un servicio de archivo integral, unitario y orientado tanto a la documentación de titularidad municipal como al patrimonio documental de la ciudad. Ejerce una función de soporte a la administración municipal junto a una función social y cultural. Sus ámbitos de actuación y funciones se regulan por el Reglament d'Arxiu, aprobado en el año 2000.

## Historia
Hasta los años 80, la responsabilidad de la documentación municipal del Ayuntamiento de Sardañola recaía en la figura del secretario, aunque de manera efectiva era el personal auxiliar quien efectuaba dichas tareas junto a otras que le eran propias. Así, hasta finales de la década de 1980, la documentación municipal se conservó con bastante integridad pero sin criterios archivisticos. En 1988 se asignó una auxiliar administrativa en exclusiva para el archivo y entre 1990 y 1992 se contrató una empresa de servicios para su organización y descripción. En estos momentos se aprobó el primer Reglamento del Archivo Municipal. Desde 1993 hasta 1999 la responsabilidad del archivo volvería a quedar bajo la auxiliar administrativa en unas instalaciones y medios técnicos insuficientes.
En 1997 y a petición del Ayuntamiento de Sardañola, la OPC (Oficina de Patrimonio Cultural de la Diputación de Barcelona), a través de los técnicos de archivo T. Cardellach y P. Pastallé, realizó un proyecto de organización del servicio de archivo municipal y en 1999, también bajo asesoramiento de la OPC se convocó una plaza de técnico superior en archivísta. En noviembre del mismo año se ocuparon las nuevas instalaciones y finalmente, el 7 de junio de 2000, se inauguró oficialmente el Archivo Municipal de Sardañola del Vallés.

## Edificio
Desde el año 1998 al 1999 se realizaron las obras para la rehabilitación integral de la sede actual del archivo en un edificio industrial en desuso de propiedad municipal, justo al lado de la Casa Consistorial. Las obras fueron subvencionadas en gran parte por el PCAL (Plan de Cooperación y Asistencia Local de la Diputación de Barcelona) y la “Mancomunitat de Municipis de l'Area Metropolitana” y proyectadas por la Factoria d'Arquitectura SL.

### Equipamientos
El Archivo Municipal de Sardañola está ubicado en un edificio de tres plantas con aproximadamente 100 m² cada una. La planta baja es pública y consta de un vestíbulo, una sala polivalente con capacidad para 22 personas, una sala de consultas con 8 puntos de lectura y un pequeño espacio de trabajo.
Las otras dos plantas son de acceso reservado y poseen armarios compactos con capacidad para 1.700 metros lineales de documentación en soporte papel, una zona de trabajo y dos pequeñas salas para soportes especiales (soportes magnéticos y fotográficos). Los depósitos se han diseñado para aprovechar al máximo el espacio disponible y reúnen las condiciones ambientales y de protección adecuados para la conservación de los diversos soportes documentales.

## Funciones
Según el reglamento aprobado el 25 de mayo de 2000, las funciones del Archivo Municipal de Sardañola del Vallés son:
1. La gestión de los documentos administrativos
2. El acceso a la documentación
3. La protección y difusión del patrimonio documental

En lo referente a la función administrativa, sus tareas se centran en el apoyo a la gestión de la documentación administrativa municipal activa y semiactiva. En cuanto a la función social y cultural, el archivo tiene vocación de ser el archivo de la ciudad de Sardañola, es decir, pretende recuperar, proteger y difundir el patrimonio documental local. En este sentido el archivo acepta cesiones y donaciones de entidades, empresas y ciudadanos de Sardañola con el objetivo de garantizar su conservación y animar la difusión.

## Fondos
El Archivo Municipal de Sardañola del Vallés está formado por el conjunto orgánico de documentos que han sido generados por el Ayuntamiento de Sardañola del Vallés en el ejercicio de sus funciones, independientemente de la fecha de creación y del soporte en el que se presentan. También posee fondos provenientes de diversas personas físicas, jurídicas, públicas o privadas que han cedido sus archivos. Estos son los fondos que posee:

### Fondos de la administración local
- Fondo Municipal:

Los documentos más antiguos datan del año 1837 y se refieren a cuentas del ayuntamiento. A finales del 2009 ocupaba 1.462 metros lineales.
- Fondo de la Mancomunidad Sardañola-Ripollet-Moncada:

Los documentos más antiguos son de 1949 y ocupan 2,50 metros lineales en unas 25 cajas. Son documentos conjuntamente gestionados por los municipios de Sardañola del Vallés, Ripollet y Moncada y Reixach.
- Fondo de la Mancomunidad Barberá-Sardañola:

Documentación no conferida a Badía del Vallés al independizarse de la gestión de los ayuntamientos de Barberá del Vallés y Sardañola. Ocupa 0,5 metros lineales en 4 cajas.

### Fondos de asociaciones
- Fondo “Asociación de Propietarios y vecinos de la colonia Serraparera”:

Documentación que va del 1962 al 1965, años de la creación y disolución de la asociación. Ocupa 0,1 metros lineales.
- Fondo “Bambalina”:

Documentación que parte en el año 1970 y se refiere a la actividad del grupo de “Rialles” de la Bambalina. Ocupa 3 metros lineales con fotografías, carteles, programas y textos.

### Fondos patrimoniales
- Colecciones facticias:

Una pequeña colección formada por tres contratos de “Rabassa Morta” de los años 1810, 1818 y 1823 referidas a unas viñas de Ripollet. Son los documentos más antiguos del archivo.

### Fondos y colecciones de imagen y sonido
- Fondo fotográfico “Gabriel Escursell”:

Compuesto por alrededor de 4.000 imágenes (3.000 negativos y 1.000 positivos), recogen aspectos de la vida política, religiosa, social, rural, urbanística y del transporte en Sardañola realizados entre el año 1940 y 2004, además de una colección de imágenes de Sardañola anteriores a 1940.
- Colección fotográfica de la publicación “L'Abans”:

Es una colección de volúmenes sobre la fisonomía de los pueblos de Cataluña y las vivencias de su población. Entre los años 2002 y 2003 se publicó el volumen correspondiente a Sardañola. Este fondo cuenta con 2.505 imágenes en copias digitalizadas.
- Colección de imágenes aéreas de Sardañola del Vallés:

Formada por unas 150 imágenes aéreas realizadas a partir de 1947.
- Colección de fondos orales:

Provienen de la escuela de formación de adultos “Alsina” y del “I.E.S. Forat del Vent”. El fondo de la escuela “Alsina” está formado por una serie de CD donde se recogen entrevistas hechas entre los años 2005, 2006 y 2007. En cuanto a la colección del fondo oral de los alumnos del “I.E.S. Forat del Vent”, son entrevistas a personas mayores, también guardadas en CD, y con un cuaderno de resumen de todas ellas.

## Instrumentos de descripción
El fondo municipal y el fondo “Abans” se encuentran descritos en soporte informático, casi todo a nivel de inventario y se dispone de catálogos de algunas series (licencias de obras particulares y actividades clasificadas, entre otros). El resto de fondos no poseen por el momento instrumentos de descripción.

## Servicios
La documentación del Archivo Municipal de Sardañola se encuentra a disposición de todos los ciudadanos y para facilitar su consulta, el Archivo ofrece asesoramiento a los ciudadanos sobre las características y la información que contiene.